# Chalimar de Guez
Chalimar de Guez, född 17 maj 2012, är en fransk varmblodig travhäst som tränades av Jean-Michel Bazire och reds av Jean-Yann Ricart.
Han började tävla 2015 och inledde karriären med en galopp för att sedan ta sin första seger i sin andrastart. Han sprang under sin karriär in 788 968 euro på 107 starter varav 14 segrar, 10 andraplatser och 11 tredjeplatser. Karriärens största seger kom i Prix Jacques Andrieu (2022).
Han har även segrat i Prix Jean Paul Fairand (2020), Prix Alfred Lefevre (2020), Prix Georges Dreux (2020), Prix de Londres (2022), Prix du Pontavice de Heussey (2023) och har även kommit på andraplats i Prix Édouard Marcillac (2015), Prix Djérid (2022), Prix Paul Delanoe (2022), Prix Reynolds (2022) samt på tredjeplats i Prix Reynolds (2020), Prix Yvonnick Bodin (2022), Prix du Pontavice de Heussey (2022), Prix Auguste François (2022).

## Statistik
| Statistik för Chalimar de Guez (Ref.) | Statistik för Chalimar de Guez (Ref.) | Statistik för Chalimar de Guez (Ref.) | Statistik för Chalimar de Guez (Ref.) | Statistik för Chalimar de Guez (Ref.) | Statistik för Chalimar de Guez (Ref.) |
| ------------------------------------- | ------------------------------------- | ------------------------------------- | ------------------------------------- | ------------------------------------- | ------------------------------------- |
| Starter                               | Placeringar                           | Startprissumma                        | Segerprocent                          | Platsprocent                          | Rekord                                |
| 107                                   | 14-10-11                              | 788 968 euro                          | 13 %                                  | 33 %                                  | 1.10,5ak,                             |

### Större segrar
| År   | Lopp                         | Kusk             | Vinstbelopp | Grupp   |
| ---- | ---------------------------- | ---------------- | ----------- | ------- |
| 2020 | Prix Jean Paul Fairand       | Jean-Yann Ricart | 40 500 EUR  | Grupp 3 |
| 2020 | Prix Alfred Lefevre          | Jean-Yann Ricart | 40 500 EUR  | Grupp 3 |
| 2020 | Prix Georges Dreux           | Jean-Yann Ricart | 40 500 EUR  | Grupp 3 |
| 2022 | Prix Jacques Andrieu         | Jean-Yann Ricart | 54 000 EUR  | Grupp 2 |
| 2022 | Prix de Londres              | Jean-Yann Ricart | 54 000 EUR  | Grupp 2 |
| 2023 | Prix du Pontavice de Heussey | Jean-Yann Ricart | 40 500 EUR  | Grupp 3 |